# GameRevolution
GameRevolution (precedentemente Game-Revolution) è un sito web riguardante videogiochi creato nel 1996. Con sede a Berkeley, in California, il sito include recensioni, anteprime, un'area di download di giochi, trucchi e un negozio di merchandising, oltre a fumetti web, screenshot e video. Il sito ha anche partecipato a campagne di marketing per videogiochi, tra cui Gauntlet: Seven Sorrows.

## Storia
Net Revolution, Inc., una società californiana fu fondata nell'aprile 1996 da Duke Ferris come holding e come editore del sito web GameRevolution. Ferris è stato presidente della società fino a quando non è stata acquisita nel 2005 con l'acquisto di azioni da Bolt Media, Inc. per una somma non divulgata.

### E3
Gli autori di GameRevolution sono i giudici annuali dell'Electronic Entertainment Expo. Forse l'anno più influente per GameRevolution all'E3 è stato il 2000, dove hanno invitato Jerry Holkins e Mike Krahulik di Penny Arcade a partecipare. Hanno anche conferito a Black & White il premio Best of E3.

### Acquisto da parte di CraveOnline
In seguito al fallimento di Bolt Media, Inc., ma continuando ad essere frequentato da centinaia di migliaia di visitatori, GameRevolution è stata acquistata con beneficio dei creditori dal sito di intrattenimento maschile CraveOnline (una divisione di Atomic Online), per una somma non divulgata. Da allora è stato integrato come parte della comunità CraveOnline pur continuando a essere un sito popolare. L'acquisto è stato annunciato il 25 febbraio 2008.